# 杉山弘 (化学者)
杉山弘（すぎやま　ひろし、1956年 - ）は、日本の化学者。静岡県静岡市出身。工学博士（京都大学、1984年）。専門はケミカルバイオロジー、生物有機化学。 京都大学大学院理学研究科教授。

## 学歴
- 静岡聖光学院高等学校卒業[1]
- 1979年：京都大学工学部卒業
- 1981年：京都大学大学院工学研究科修士課程修了
- 1981年～1984年　京都大学大学院工学研究科博士課程修了

## 職歴
- 1984年～1986年　ヴァージニア大学化学科 博士研究員
- 1986年～1987年　日本学術振興会 特別研究員
- 1987年～1993年　京都大学工学部合成化学科 助手
- 1993年～1996年　京都大学工学部合成化学科 助教授
- 1996年～2003年　東京医科歯科大学　生体材料工学研究所 教授
- 2003年～　　　京都大学大学院理学研究科 教授
- 2008年～　　　京都大学　物質-細胞統合システム拠点(iCeMS) 主任研究員

## 役員
- The CSJ Award for Creative Work (2005)
- Editorial Advisory Board of ChemBioChem. (2005)
- Editorial Advisory Board of J. Am. Chem. Soc. (2009)
- Editional Board of J. Nucleic Acids. (2009)
- Editorial Advisory Board of J. Med. Chem. (2011)
- Editorial Board of The Chemical Record (2011)
- Associate Editor of Biomaterials Science (2012)

## 受賞歴
- 日本IBM科学賞（1999）
- 日本化学会学術賞（2005）「ＤＮＡの化学反応性に関する生物化学的研究」
- 日本化学会賞（2018）「ＤＮＡの構造と機能制御に関する研究」